# 서울 개발 컨센서스

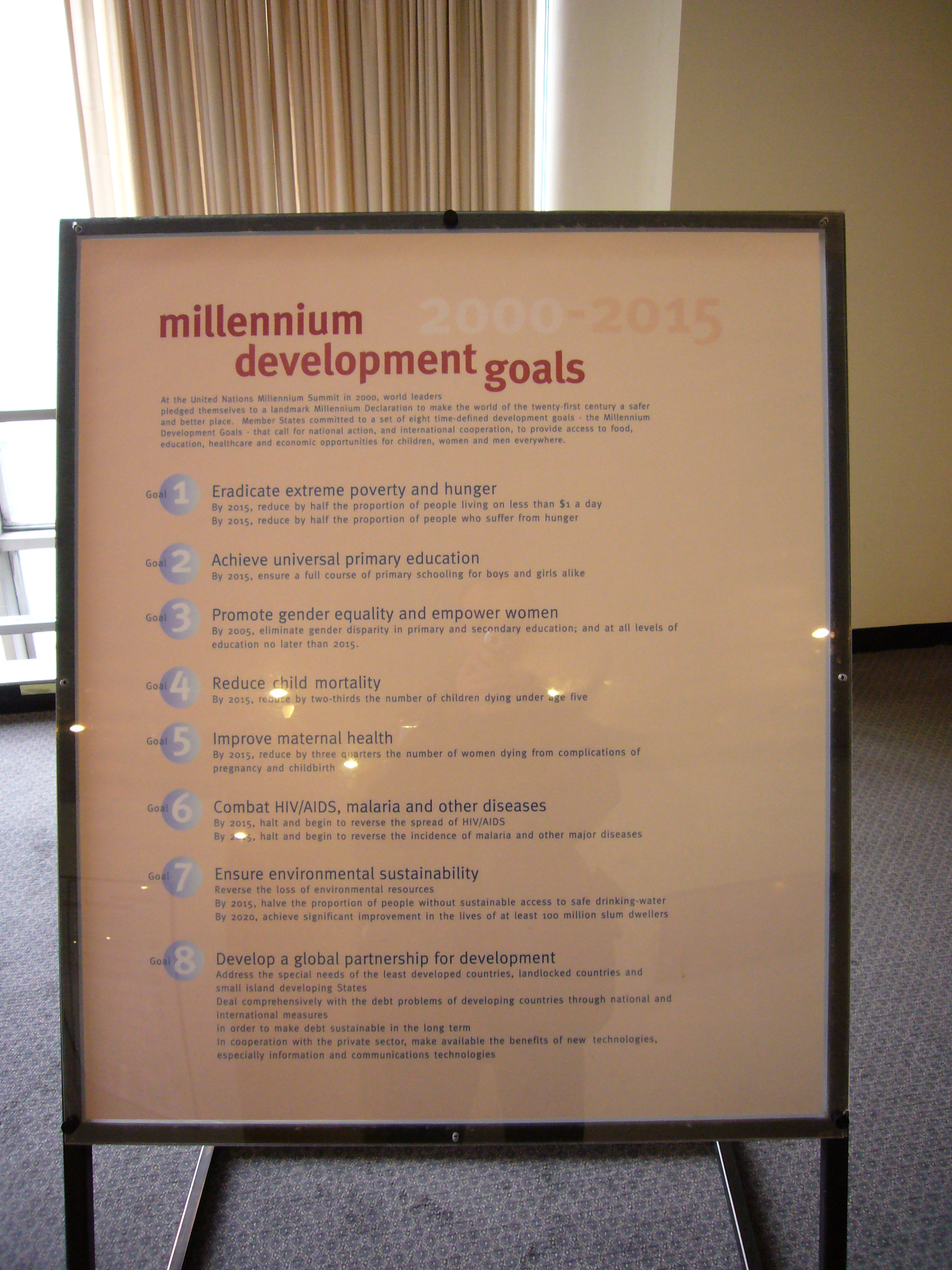
UN 밀레니엄 개발 목표는 서울 컨센서스에서 강조된다.

동반성장을 위한 서울 개발 컨센서스(Seoul Development Consensus for Shared Growth)는 G20 국가 및 기타 글로벌 행위자가 저개발국의 경제 성장을 촉진하고 UN의 밀레니엄 개발 목표(Millennium Development Goals)를 달성하기 위해 협력할 수 있도록 지원하기 위해 수립된 일련의 원칙 및 지침이다. 2010년 G-20 서울 정상회의 에서 G20 국가 정상들의 승인을 받아 가시적 성과를 내기 위한 다년간의 행동 계획을 수립했다.
이전 워싱턴 컨센서스 와 달리 서울 컨센서스는 국가 개입에 더 큰 역할을 허용한다. 획일적인 "하향식" 솔루션을 강요하기보다는 솔루션이 개별 개발도상국의 요구사항에 맞춰져야 하며, 개발도상국 자체가 자신의 필요에 가장 적합한 개혁 및 정책 패키지를 설계하는 데 앞장서야 한다고 가정한다.
원래 정의된 워싱턴 컨센서스는 10가지 주요 원칙으로 구성되었다. 새로운 컨센서스는 6개의 핵심 원칙을 기반으로 하며 9개의 기둥이 되는 원칙을 가지고 있다.

## 핵심 원칙
서울 컨센서스의 6가지 핵심 원칙은 다음과 같다.
- 경제 성장에 초점. G20은 경제 성장이 밀레니엄 개발 목표를 달성할 수 있는 저소득 국가(LICs)의 능력과 밀접하게 연결되어 있다고 제안한다. 그들은 포용적이고 지속 가능하며 회복력 있는 성장을 촉진하기 위한 조치가 평소처럼 비즈니스보다 우선해야 한다고 말한다.
- 글로벌 개발 파트너십. LIC는 자체 개발에 대한 국가 소유권을 가진 동등한 파트너로 취급되어야 한다. 파트너십은 투명하고 책임이 있어야 한다.
- 글로벌 또는 지역 시스템 문제. G20은 유익한 변화를 가져올 수 있는 집단적 행동이 가장 적합한 지역적 또는 제도적 문제에 우선순위를 두어야 한다.
- 민간 부문 참여. G20은 성장에 기여하는 민간 행위자의 중요성을 인식하고 정책이 기업 친화적이어야 한다고 제안한다.
- 상보성. G20은 다른 글로벌 행위자들의 노력을 복제하지 않고 비교 우위가 있는 분야에 노력을 집중할 것이다.
- 결과 지향. G20은 중대한 문제를 해결하기 위한 가시적이고 실질적인 조치에 초점을 맞출 것이다.[1][2]

### 핵심 기둥
9개의 핵심 요소는 개발도상국 내에서 가장 관심을 기울여야 할 영역이다. 1) 인프라, 2) 민간 투자 및 일자리 창출, 3) 인적 자원 개발, 4) 무역, 5) 금융 포용, 6) 탄력적 성장, 7) 식량 안보, 8) 국내 자원 동원 9) 지식 공유이다.

## 서울컨센서스의 역사

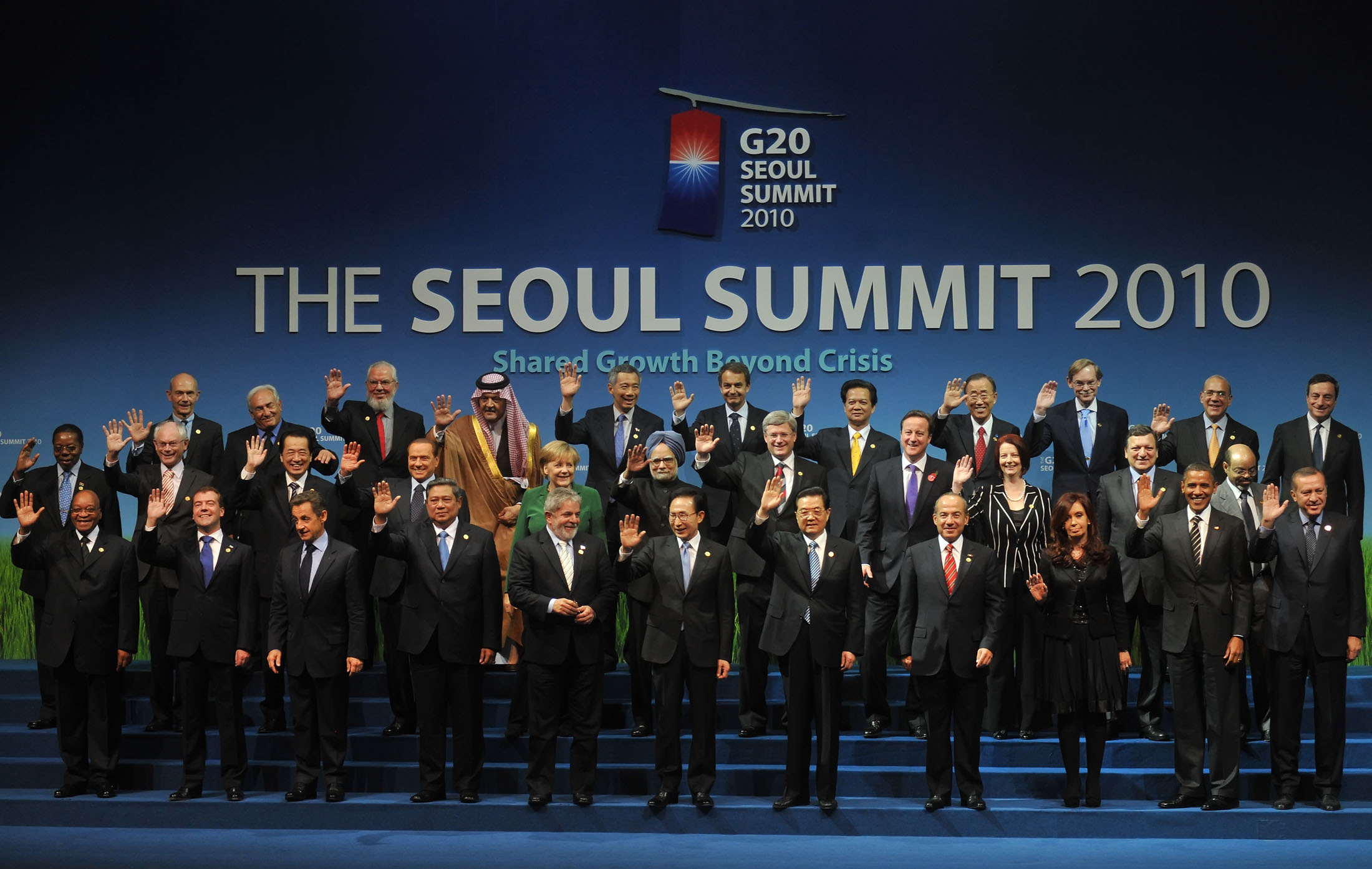
서울 컨센서스는 G20에서 만들어졌는데, 옥스팜 등 NGO의 '서울 개발 컨센서스' 요구가 어느 정도 영향을 미쳤는지는 아직 명확하지 않다.

### 시작
개발 문제는 2009년 런던 정상회담 이후 G20 정상급에서 논의되었다. 2010년 토론토 정상회담 이후 G20은 "개발 격차를 줄이고 빈곤을 줄이는 것이 더 넓은 목표에 필수적"이라는 성명을 발표했다. 차기 정상회담이 서울에서 열릴 것이라고 발표된 직후, 옥스팜을 비롯한 시민사회 행위자들은 소위 "서울 개발 컨센서스"를 지지하기 시작했다. 합의를 위한 G20의 원본 초안 문서에는 최빈국이 G20 경제 시장에 제한 없이 접근할 수 있도록 허용하는 조항이 포함되어 있었는데, 이는 NGO와 심지어 교황과 같은 종교 지도자들도 2009년 사회 회칙에서 강력하게 옹호한 내용이었다. 모든 구성원이 동의할 수 없었기 때문에 이 조항은 최종 선언에서 삭제되었다.

### 구현
2011년 4월 재무장관 회의 후 G20은 9월에 고위급 패널이 발표할 구체적인 권고안을 기대하면서 컨센서스 이행의 중요성을 강조하는 공식 성명을 발표했다.

## 반응
서울 컨센서스에 대한 초기 반응은 엇갈렸다. 파이낸셜 타임즈의 사설은 "개발에 대한 실용적이고 다원적인 관점"이 매력적이라고 설명했지만 "오랫동안 죽은 워싱턴 컨센서스의 관에 또 다른 못을 박는 것 이상을 할 수 없을 것"이라고 제안했다. 월스트리트저널의 기사는 이미 취해진 구체적인 조치가 인프라 자금 조달을 담당할 12개국으로 구성된 새로운 패널을 만든 것이라고 지적하면서 다소 긍정적이었다. 한국일보는이번  컨센서스가 서울 정상회의의 유일한 지속 가능한 성과가 될 수 있다는 기사를 게재했다.
영국 자선 단체 CAFOD는 새로운 합의가 이전 워싱턴 버전과 비교할 때 "이상하게 친숙하다"고 말했으며 특히 인프라와 같은 민간 부문 참여에 대한 강조에 만족하지 않았다. 옥스팜(Oxfam)의 아비나쉬 쿠마르(Avinash Kumar)는 물리적 인프라에 대한 전반적인 초점에 실망했으며, 저개발국의 사회 인프라 개선에 대한 명확한 약속이 더 좋았을 것이라고 제안했다.
일부 학자들은 컨센서스가 모호한 발표를 제공했으며 구현에 대한 세부 사항이 제한적이라고 지적했다. 또한 다른 학자들은 워싱턴과 서울 개발 컨센서스 사이의 단순한 변화에 주목하여 "모두 말하지만 걷지는 않는다"고 지적했다.

## 추가 자료
- 브레튼우즈 체제
- 베이징 컨센서스
- 뭄바이 컨센서스

## 참고 및 참조
1. 1 2  G20 (2010년 11월 12일). “COMPLETE TEXT: G-20 Seoul Communique”. G20 and abtimes. 2010년 11월 17일에 확인함.
2. 1 2 3  “Seoul Development Consensus for Shared Growth” (PDF). G20 Seoul Summit. 2010년 11월 12일. 2010년 11월 16일에 원본 문서 (PDF)에서 보존된 문서. 2010년 11월 17일에 확인함.
3. 1 2  “The Making of a Seoul Development Consensus” (PDF). Oxfam. 2010년 10월 11일. 2010년 11월 17일에 확인함.
4. ↑  Chris Giles, Alan Beattie and Christian Oliver in Seoul (2010년 11월 12일). “G20 shuns US on trade and currencies”. The Financial Times. 2010년 11월 12일에 확인함.
5. ↑  Scott Lanman / G20 team (2011년 4월 15일). “G-20 Agrees on Guidelines to Judge Imbalances: Full Text”. Bloomberg L.P. 2011년 5월 6일에 확인함.
6. ↑  “G20 show how not to run the world”. The Financial Times. 2010년 11월 12일. 2010년 11월 13일에 원본 문서에서 보존된 문서. 2010년 11월 12일에 확인함.
7. ↑  EVAN RAMSTAD (2010년 11월 17일). “G-20's Host Pushes Seoul Consensus”. The Wall Street Journal. 2010년 11월 13일에 확인함.
8. ↑  Kim Ki-cheon (2010년 11월 16일). “The Significance of the 'Seoul Consensus'”. The Chosun Ilbo. 2010년 11월 19일에 확인함.
9. ↑  Christian Oliver, Chris Giles and Alan Beattie in Seoul (2010년 11월 12일). “Forget summit failures, look at G20 record”. The Financial Times. 2010년 11월 17일에 확인함.
10. ↑  Avinash Kumar (2010년 11월 15일). “Seoul curry: Notes from the G20-summit”. hindustantimes. 2010년 11월 29일에 원본 문서에서 보존된 문서. 2010년 11월 17일에 확인함.
11. ↑  “Development and the G20”.
12. ↑  “Archived copy” (PDF). 2018년 4월 10일에 원본 문서 (PDF)에서 보존된 문서. 2018년 2월 12일에 확인함.

## 같이 보기
- 브레턴우즈 체제